# Charlie Collier

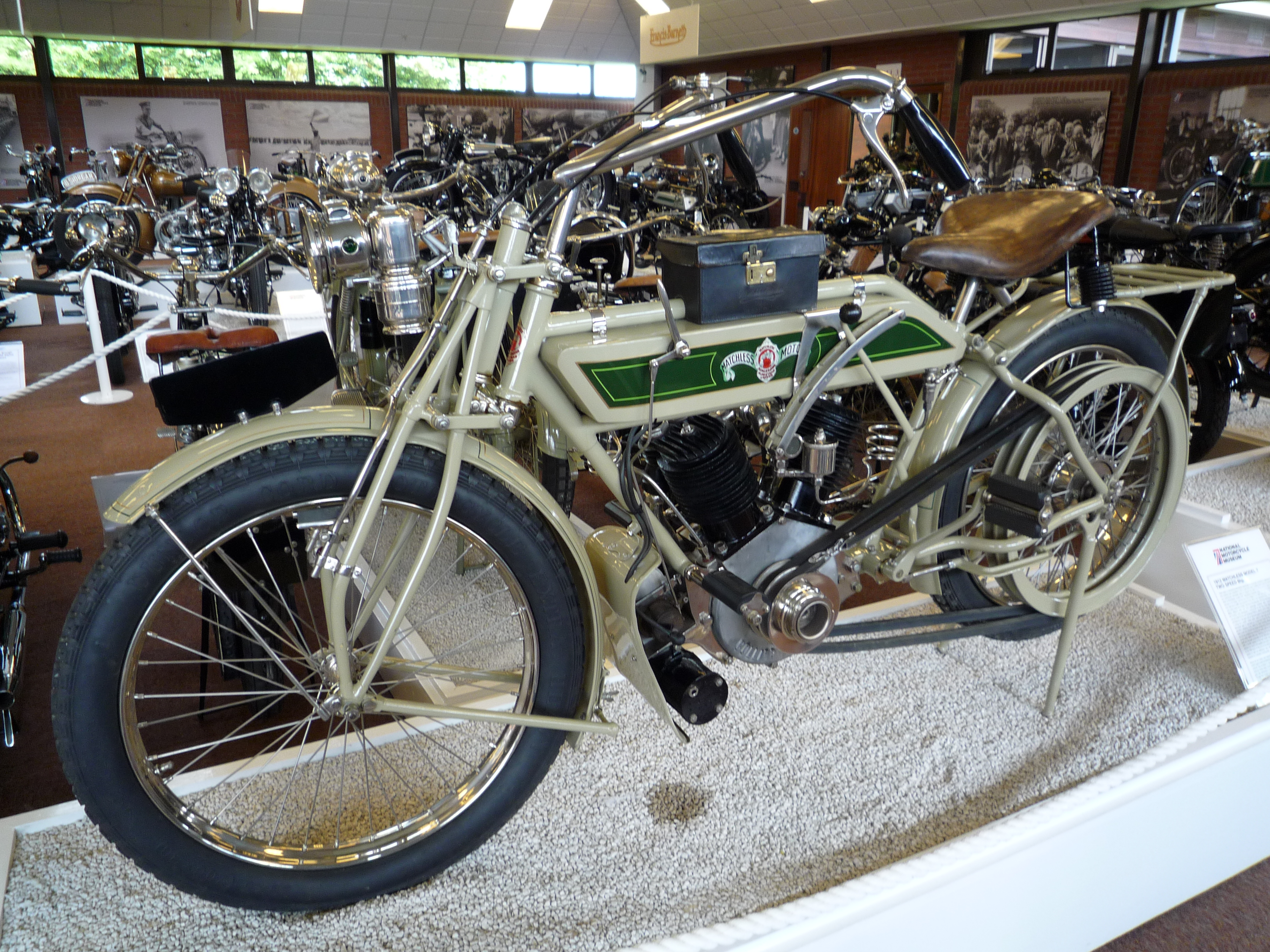
Matchless uit 1912

Charles Richard (Charlie) Collier (Plumstead, 1885 - aldaar, 1954) was een Brits motorcoureur en later directeur van Associated Motor Cycles, waarin de merken AJS, James, Matchless, Norton en Sunbeam verenigd waren. Hij was de eerste rijder die een race in de TT van Man won. Hij was een van de initiatiefnemers voor deze "Tourist Trophy".

Charlies vader Henry Herbert Collier was eigenaar van H. Collier & Sons, waar de Matchless-motorfietsen werden geproduceerd. Charlie zette samen met zijn broer Harry deze machines in wedstrijden in.
Charlie reed zijn eerste race in 1902 op de wielerbaan van Canning Town (Newham, Groot-Londen) met een Matchless met MMC-inbouwmotor. Hij ging tot de laatste ronde aan de leiding, maar toen veroorzaakte een klapband een val waarbij hij door de houten baan schaafwonden opliep. In 1905 reed hij samen met Harry  de Highroads Course op het Eiland Man de laatste selectiewedstrijd voor het Britse team dat deelnam aan de Trophée International in Frankrijk. Harry kwalificeerde zich, maar Charlie viel uit met een gebroken drijfstang van de JAP-motor die in de Matchless was gemonteerd. Het hele Britse team was net als Denemarken, Duitsland en Oostenrijk-Hongarije kansloos door de manipulatie van de race door het publiek en het Franse team, dat met onreglementaire (te zware) motorfietsen reed. De race werd na protesten afgelast en door de Fédération Internationale des Clubs Motocyclistes (FICM) voor het jaar 1906 toegewezen aan Oostenrijk. Ook de Oostenrijkers maakten er een potje van door zijspancombinaties met reservedelen te laten meerijden, waardoor ze zeer bevoordeeld werden.

## Isle of Man TT
Tijdens de treinreis naar huis bespraken de gebroeders Collier, Freddie Straight (secretaris van de Auto-Cycle Club) en markies Joseph de Mouzilly Saint-Mars (voorzitter van de FICM) mogelijkheden om op Britse grond een internationale wedstrijd te organiseren, waarbij men zelf kon toezien op een eerlijk verloop. Op het autonome Eiland Man, waar de Britse verkeerswetgeving niet gold, waren al in 1904 autoraces toegestaan en de motorrijders hadden er in 1905 getraind voor de tweede Internationale Trofee. Zo stonden de gebroeders Collier mede aan de basis van de TT van Man van 1907, waarbij over een afstand van 60 kilometer over openbare wegen geracet kon worden. Voor motorfietsen werd deze afstand in eerste instantie nog ingekort tot de St John's Short Course, omdat ze de steile heuvels van de "Mountain Section" van de Highroads Course niet konden beklimmen. De klassenindeling bestond uit één- en tweecilinders. 

### 1907
Charlie won de eencilinderklasse met zijn Matchless in 4 uur, 8 minuten en 8 seconden met een gemiddelde snelheid van 61,5 km/h. Harry, eveneens op Matchless, viel uit nadat hij de snelste ronde had gereden. Bij Triumph protesteerde men omdat men vond dat Jack Marshall gewonnen zou hebben als hij net als Collier pedalen had gehad. Bovendien was de Triumph veel zuiniger geweest (brandstofverbruik speelde toen al een grote rol): de Matchless verbruikte 1 liter per 34 km, de Triumph 1 liter per 40,8 km.

### 1908
Nu pedalen verboden waren had Triumph een goede kans om Matchless te verslaan. Jack Marshall kwam pas in de tweede helft van de race op stoom. In het eerste deel had hij aan de leiding gereden, maar hij verloor tijd door een val bij Kirk Michael, het vervangen van een gebroken uitlaatklep en de reparatie van een lekke band. Hij passeerde Charlie Collier, die tijd verloor door het vervangen van een bougie en won met twee minuten voorsprong. Derde werd Sir Robert Keith Arbuthnot, vierde baronet van Edinburgh, een marine-officier die van de Royal Navy speciaal verlof voor de race had gekregen. 

### 1909
In 1909 viel Charlie in de TT uit, maar zijn broer Harry won de enige nog bestaande klasse, de 500 Single & 750 Twin TT, waarin de één- en tweecilinders samengevoegd waren.

### 1910
De race van 1910 werd een groot succes voor de gebroeders Collier. Beide Matchless-twins reden ronden boven de 50 mijl per uur. Toch hadden ze vooral in het begin van de race veel strijd met de BAT-racers, vooral van Harry Bowen, die de snelste ronde met 53,15 mph reed. De BAT's vielen echter allemaal uit, waardoor Billy Creyton met zijn Triumph-eencilinder derde kon worden. De race was internationaal geworden nu ook NSU een speciale tweecilinder had gebouwd en het nieuws over de TT van Man begon door te dringen op het Europese vasteland. Het succes van de tweecilinders zou wel weer leiden tot een reglementswijziging. De ACU maakte zich zorgen over de snel toenemende snelheden en besliste dat tweecilinders in 1911 nog maar 670 cc mochten meten.

### 1911
In 1911 verhuisde de TT van Man van de St John's Short Course naar de Snaefell Mountain Course, een iets kortere versie van de oude Highroads Course. Dat betekende dat er nu wel degelijk flink geklommen moest worden, maar intussen waren er versnellingsbakken en naafversnellingen om dat mogelijk te maken. Er waren twee nieuwe klassen: de Junior TT voor eencilinders tot 300 cc en tweecilinders tot 340 cc en de Senior TT voor eencilinders tot 500 cc en tweecilinders tot 585 cc. In de Junior TT viel Charlie uit, broer Harry werd tweede. De Senior TT op maandag mondde uit in een hevig gevecht tussen Charlie Collier (Matchless) en de Amerikaan Jake DeRosier met zijn Indian. De race was ook aangekondigd als de "race tussen de Britse en de Amerikaanse kampioen". DeRosier was tijdens de trainingen al zes keer gevallen, maar in de eerste ronde leidde hij de race. Bij de nadering van Ramsey viel hij opnieuw, waardoor hij uit de race was. Nu nam Oliver Godfrey de strijd tegen Collier over, die tijdens de race moest bijtanken. Dat deed hij echter niet bij een van de twee speciale depots. Hij passeerde de finish als tweede, maar werd gediskwalificeerd. Godfrey won met de Indian. Men was het erover eens dat de race om de beste versnellingsbak was gewonnen door Indian, want het bezette met Charlie Franklin en Arthur Moorhouse ook de plaatsen twee en drie. Frank Philipp reed met zijn Scott de eerste ronde met een snelheid van meer dan 50 mijl per uur, vanzelfsprekend een record omdat dit de eerste race op de Mountain Course was. Philipp viel uit, maar hij deed het voorbereidende werk voor de overwinning van Frank Applebee in 1912.

### 1912
In 1912 won Frank Applebee de Senior TT overtuigend met zijn tweetakt-Scott. Charlie Colliers finishte als vierde achter broer Harry.

### 1913
In 1913 vielen beide Collier-broers in de Senior TT uit. 

### 1914
In de Senior TT van 1914 viel Charlie Collier uit door een defecte naafversnelling. Broer Harry kwam ten val en moest de strijd ook staken. 

## Matchless, Amalgamated Motor Cycles en Associated Motor Cycles
Door het uitbreken van de Eerste Wereldoorlog werd er pas in 1920 weer op het eiland Man geracet. Harry en Charlie kwamen niet meer aan de start. Hun vader was inmiddels 61, Charlie 35 en Harry 36. Het werd voor beiden tijd om zich meer te gaan richten op de leiding van H. Collier & Sons, vooral na de dood van hun vader in 1925.
Onder leiding van Charlie, Harry en hun jongere broer Bert nam Matchless een grote vlucht. Na de beurskrach van 1929 nam men de motorfietstak van AJS over, waardoor Amalgamated Motor Cycles ontstond. Binnen dit concern bleven de merknamen behouden, omdat AJS een goede naam had opgebouwd, maar de motorfietsen werden door badge-engineering slechts één keer ontwikkeld maar kregen twee merknamen. In 1937 volgde de koop van Sunbeam dat tot dat moment eigendom was van Imperial Chemical Industries. Nu veranderde de bedrijfsnaam in Associated Motor Cycles. In 1940 werd Sunbeam weer doorverkocht aan de BSA-groep. Matchless was gezond en werd steeds belangrijker voor de Britse industrie. Het leverde inbouwmotoren aan Brough Superior in Nottingham, Calthorpe in Birmingham, Coventry-Eagle in Coventry, Lady in Antwerpen, OEC in Gosport en OK Supreme in Birmingham, maar ook aan autofabrikant Morgan in Malvern. Tijdens de Tweede Wereldoorlog kreeg het bedrijf opdrachten van het War Department en de civiele productie kwam stil te liggen. Harry overleed in 1944 aan een ziekte. De jongste broer Bert was al aan het begin van de oorlog bij een verkeersongeluk om het leven gekomen. Charlie leidde het bedrijf daarna alleen en bracht in 1952 James en in 1953 Norton onder de vleugels van AMC. De overname van Francis-Barnett in 1957 maakte hij niet meer mee.

## Overlijden
In 1954 was Charlie 70 jaar oud, maar hij werkte nog steeds in zijn fabriek aan Plumstead Road in Woolwich. Hij werd plotseling ziek en werd naar zijn kantoor gebracht, waar hij overleed.

### Isle of Man TT resultaten
| Jaar | Klasse                   | Team      | Motorfiets      | Plaats |                                  | Winnaar |
| ---- | ------------------------ | --------- | --------------- | ------ | -------------------------------- | ------- |
| 1907 | Single Cylinder TT       | Matchless | Matchless 3½ HP | 1e     | Charlie Collier, Matchless 3½ HP |         |
| 1908 | Single Cylinder TT       | Matchless | Matchless 3½ HP | 2e     | Jack Marshall, Triumph 3½ HP     |         |
| 1909 | 500 Single & 750 Twin TT | Matchless | Matchless 5 HP  | DNF    | Harry Collier, Matchless 5 HP    |         |
| 1910 | 500 Single & 750 Twin TT | Matchless | Matchless 5 HP  | 1e     | Charlie Collier, Matchless 5 HP  |         |
| 1911 | Junior TT                | Matchless | Matchless 2 HP  | DNF    | Percy Evans, Humber 2¾ HP        |         |
| 1911 | Senior TT                | Matchless | Matchless 3 HP  | DSQ    | Oliver Godfrey, Indian 3¾ HP     |         |
| 1912 | Senior TT                | Matchless | Matchless       | 4e     | Frank Applebee, Scott            |         |
| 1913 | Senior TT                | Matchless | Matchless       | DNF    | Tim Wood, Scott                  |         |
| 1914 | Senior TT                | Matchless | Matchless       | DNF    | Cyril Pullin, Rudge              |         |